# Carola López
Carola Malvina López Rodríguez (Córdoba, 17 de abril de 1982) es una deportista argentina que compitió en taekwondo. Ganó dos medallas en el Campeonato Panamericano de Taekwondo en los años 2006 y 2012.

## Palmarés internacional
| Campeonato Panamericano | Campeonato Panamericano  | Campeonato Panamericano | Campeonato Panamericano |
| Año                     | Lugar                    | Medalla                 | Categoría               |
| ----------------------- | ------------------------ | ----------------------- | ----------------------- |
| 2006                    | Buenos Aires (Argentina) | Medalla de plata        | –47 kg                  |
| 2012                    | Sucre (Bolivia)          | Medalla de oro          | –49 kg                  |